# عبدالله معظم شاه
پاکودا سری سلطان عبدالله معظم شاه ابن المرحوم سلطان عطاءالله محمد شاه دوم (درگذشت– ۲۲ سپتامبر ۱۷۰۶) هفدهمین سلطان کداح بود. دوران حکمرانی او از سال ۱۶۹۸ تا ۱۷۰۶ به طول انجامید.